# Вулиця Навої (Львів)
Вулиця Навої — вулиця в Личаківському районі Львова, у місцевості Знесіння. Пролягає від вулиці Новознесенської до вулиці Метлинського.
Прилучаються вулиці Височана та Олійна.

## Історія та забудова
Вулиця виникла у складі селища Знесіння, не пізніше 1927 року зафіксовано її офіційну назву Довга. У 1934 році вулицю перейменували на вулицю Ясинського, на честь польського військового діяча Александра Ясинського. У 1950 році, після початку радянської окупації Львова, вулиця отримала сучасну назву на честь середньовічного узбецького поета Алішера Навої.
Забудова вулиці досить різноманітна: тут присутні типові одно- і двоповерхові будинки 1930-х років, зведені у стилі конструктивізму, двоповерхівки барачного типу 1950-х років, сучасні садиби.
Будинки № 6, № 8 і № 10 зведені наприкінці XIX — на початку XX століття.